# Eosentomon luxembourgense
Eosentomon luxembourgense är en urinsektsart som beskrevs av Andrzej Szeptycki 2001. Eosentomon luxembourgense ingår i släktet Eosentomon och familjen trakétrevfotingar. Inga underarter finns listade i Catalogue of Life.